# 喜運佳鐘錶集團
喜運佳鐘錶集團香港是一家手錶零售商，集團主要代理江詩丹頓手錶。
集團主席為玩具大王蔡志明之子、第十三屆全國政協委員、廣西政協常委、香港潮屬社團總會第七屆會董蔡加讚

2010年，旭日國際集團收購本地錶行喜運佳鐘錶集團並建立譽一鐘錶品牌，當時分店數目為11間。

## 代理品牌
- PATRIMONY
- TRADITIONNELLE
- FIFTYSIX
- OVERSEAS
- HISTORIQUES[10]